# Charsamår
Charsamåren (Martes flavigula) er et medlem af mårfamilien, der lever i det sydøstlige Asien. Dyret når en længde på 48-70 centimetet og vejer 1-5 kilo. Den minder om skovmåren, men er større.
| Dyr | Spire Denne artikel om dyr er en spire som bør udbygges. Du er velkommen til at hjælpe Wikipedia ved at udvide den. |